# Ley de Memoria Histórica
De Ley de Memoria Histórica (“Wet op de historische herinnering”) is een Spaanse wet uit 2007 die genoegdoening wil bieden aan slachtoffers van de Spaanse Burgeroorlog (1936-1939) en de daarop volgende dictatuur van Francisco Franco (1939-1975). Wet 52/2007 van 26 december tot erkenning en uitbreiding van rechten en tot vaststelling van maatregelen voor degenen die tijdens de burgeroorlog en dictatuur zijn vervolgd of geweld hebben geleden (Spaans Ley 52/2007, de 26 de diciembre, por la que se reconocen y amplían derechos y se establecen medidas a favor de quienes padecieron persecución o violencia durante la guerra civil y la dictadura), algemeen bekend als de Ley de Memoria Histórica, werd door het Congres van Afgevaardigden aangenomen op 31 oktober 2007, op basis van een wetsontwerp van 28 juli 2006 van de regering-Zapatero (VIIIe en IXe legislatuur). 

## Bepalingen
De belangrijkste bepalingen van de wet zijn:
- Erkenning van de slachtoffers van politiek, religieus en ideologisch geweld aan beide zijden van de Spaanse Burgeroorlog en de dictatuur van Franco.
- Veroordeling van het Franco-regime.
- Verbod op politieke evenementen in de Vallei van de Gevallenen – de begraafplaats van Franco.
- Het verwijderen van Francoïstische symbolen uit openbare gebouwen en de openbare ruimte. Uitzonderingen kunnen worden gegeven om artistieke of architectonische redenen, of in het geval van religieuze gebouwen.
- Staatshulp bij het opsporen, identificeren en eventueel opgraven van slachtoffers van de Francoïstische repressie, van wie de lijken nog ontbreken, vaak begraven in massagraven.
- Het toekennen van Spaanse nationaliteit aan overlevende leden van de Internationale Brigades, zonder dat ze van hun eigen nationaliteit moeten afzien.
- Afwijzing van de legitimiteit van wetten die zijn aangenomen en van processen die door de Francoïstische Staat werden gevoerd.
- Tijdelijke wijziging van het Spaanse nationaliteitsrecht, waarbij het recht op terugkeer en het recht op burgerschap van oorsprong wordt toegekend aan degenen die Spanje om politieke of economische redenen onder Franco hebben verlaten, en hun nakomelingen.
- Hulpverlening aan de slachtoffers en nakomelingen van slachtoffers van de Burgeroorlog en de Francoïstische Staat.

## Uitvoering
De wet betekende een definitieve doorbraak voor de vrijwilligersorganisatie Asociación para la Recuperación de la Memoria Histórica (ARMH), die reeds in 2000 was opgericht met het doel de slachtoffers van de repressie te localiseren. De Spaanse onderzoeksrechter Baltasar Garzón wilde op basis van de wet massagraven openen en voormalige leden van het Franco-regime in staat van beschuldiging stellen, maar moest daar uiteindelijk in 2008 van af zien.  
Na de verkiezingsnederlaag van de PSOE in 2011, verlaagde de regering van Mariano Rajoy de door de wet geplande budgetten met 60%, schafte ze de dienst af die de opgraving van slachtoffers coördineerde, en schrapte ze het hele budget voor de uitvoering van de wet uit de begrotingen 2013 en 2014.

## Kritiek
Vanuit conservatieve hoek, en met name door de Partido Popular werd de wet bekritiseerd, onder meer omdat hij “oude wonden zou openrijten”. Andersom echter bekritiseerde de Raad van Europa dan weer meermaals Spanje om zijn lakse houding ten aanzien van de slachtoffers. Ook VN-rapporteur Pablo de Greiff vond in 2014 de geleverde inspanningen ondermaats
Intussen bleef de wet voor controverse zorgen tussen voorstanders en tegenstanders uit conservatieve en uit militaire hoek. 

## Media
In de film Madres paralelas van Pedro Almodóvar gaat in een van de verhaallijnen hoofdpersonage Janis op zoek naar het massagraf van haar grootvader.

## Ley de Memoria Democrática
De regering-Sanchez diende in september 2020 een wetsontwerp in tot herziening van de wet, nu herdoopt tot Ley de Memoria Democrática (“Wet op de Democratische herinnering”).